# Lianjiã (condado)
Lianjiã (em chinês:  连江县, Liánjiāng) é um condado da Província de Fuquiém, na China. Tem uma área de aproximadamente 2840 quilômetros quadrados e uma população de 1 630 000 habitantes. Lianjiã é a entrada de Fuquiém na zona econômica da beira do golfo da China, e sendo a região importante para a cooperação entre a zona econômica da beira do golfo da China, o delta do rio da pérola e outras regiões.